# Обител
Обител (болг. Обител) — село в Болгарии. Находится в Тырговиштской области, входит в общину Омуртаг. Население составляет 767 человек (2022).

## Политическая ситуация
В местном кметстве Железари, в состав которого входит Обител, должность кмета (старосты) исполняет Исмет Ниязиев Ереджебов (Движение за права и свободы (ДПС)) по результатам выборов правления кметства.
Кмет (мэр) общины Омуртаг — Неждет Джевдет Шабан Движение за права и свободы (ДПС)) по результатам выборов в правление общины.